# サロメ (ティツィアーノ、プラド美術館)

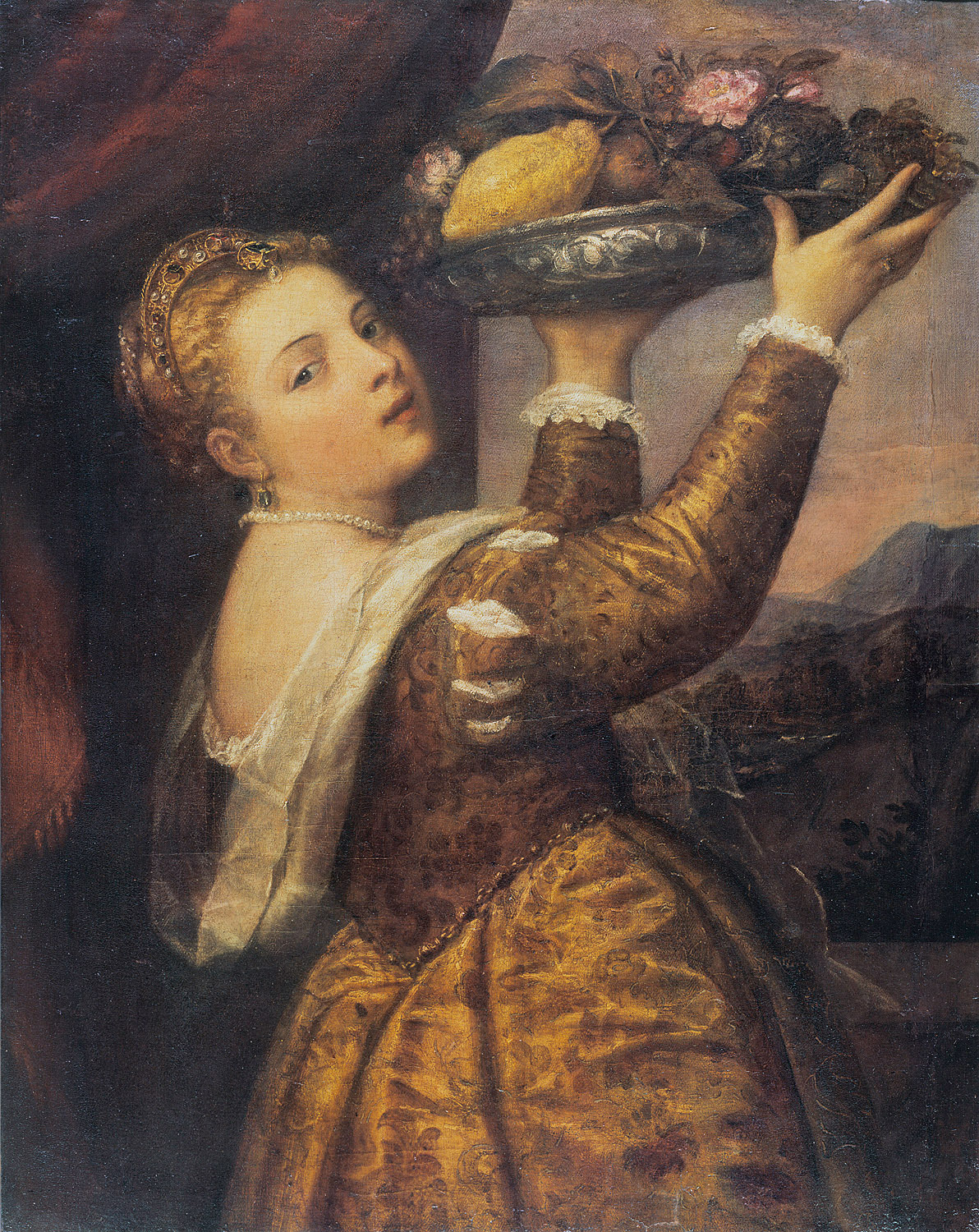
『果物皿を持つ若い女』。1553年から1554年頃。絵画館所蔵。

『サロメ』（伊: Salomè, 西: Salomé, 英: Salome）は、イタリアのルネサンス期のヴェネツィア派の巨匠ティツィアーノ・ヴェチェッリオが1555年頃に制作した絵画である。油彩。主題は『新約聖書』「マタイによる福音書」や「マルコによる福音書」で洗礼者ヨハネを殺したと語られているヘロディアの娘サロメである。ティツィアーノはサロメの主題で大きく3種のバージョンを描いており、本作品はローマのドーリア・パンフィーリ美術館に所蔵されている初期の『サロメ』から約40年後に制作された。もう1つは東京の国立西洋美術館のバージョンで、本作品から約10年後に描かれた。現在はマドリードのプラド美術館に所蔵されている。

## 作品
ティツィアーノは洗礼者ヨハネの首をのせた盆を持ち上げるサロメを描いている。ティアドロップの耳飾りや真珠の髪飾りなど豪華な宝飾品と衣装で身を飾ったサロメのポーズはまるでダンスを踊っているかのようである。自身の犯した罪と洗礼者ヨハネの首に恐れるそぶりはなく、盆を持ち上げる大胆な仕草は悪の勝利を宣言するかのような忌まわしさがあり、画面の外側に視線を投げかける姿は見る者を誘惑するかのようである。初期の傑作であるドーリア・パンフィーリ美術館のバージョンに比べると、構図はシンプルになっている。侍女だけでなく、背景の建築学的モチーフが省かれているため、暗がりの中で盆を持ち上げるサロメの姿がより際立つ。初期の作品の安定した三角形の構図に対して、本作品ではサロメの身体の動きが画面にダイナミズムを与えており、加えて本作品の不吉な表現はヴェネツィア派特有の豊麗さや静謐さと対比を成している。盆から垂れ下がったヨハネの黒い髪がサロメの白い肌を撫でている点は初期のバージョンの官能性と共通している。またヨハネの首は1557年のティツィアーノの『キリストの埋葬』のキリストの頭部と類似していることが指摘されている。
侍女を描いたドーリア・パンフィーリ美術館のバージョンではユディトを描いた可能性が残っているが、本作品では下女が描かれておらず、女性が豪華な衣装をまとっていることから、王族であるサロメを描いていることは疑いない。モデルについてはジョヴァンニ・バティスタ・カヴァルカゼルとジョゼフ・アーチャー・クロウ以来、ティツィアーノの娘ラヴィニアと考えられている。2人はラヴィニアを描いたとされる『旗を持つ若い女』との類似性を強調して、同じ女性をモデルにしたと主張した。しかし反対意見もあり、ハロルド・エドウィン・ウェゼイは両作品の女性像の相貌の差異を指摘して否定しており、プラド美術館も同様の見解を示している。
図像そのものはベルリンの絵画館の『果物皿を持つ若い女』のヴァリアントであり、盆に乗った果物をヨハネの首に置き換えている。本作品よりも『果物皿を持つ若い女』の方がより早い時期に描かれ、優れていると見なされているが、ウェゼイはそれとは反対の見解を示している。

## 複製
本作品は人気を博したらしく、別の主題に用いられたものも含めて様々な複製や模写が存在している。ティツィアーノ自身が盆の上に置かれた物を入れ替えることで主題の異なる作品を制作しているのが良い例である。またティツィアーノの助手であったジローラモ・ダンテはデトロイト美術館に所蔵されている『ニンフとサテュロス』を描いている。

## 来歴
1607年にスペインのレルマ公爵家（Duke of Lerma）のコレクションとなる以前の来歴については不明である。1623年にイングランド国王チャールズ1世の手に渡ったが、チャールズ1世が処刑されると、レガネス侯爵家（Marquesado de Leganés）を経て、1666年にスペインの王室コレクションに加わった。マドリードのアルカサル宮殿のインベントリでは1666年と1734年に記録されている。その後、ブエン・レティーロ宮殿と新王宮で飾られ、1850年にプラド美術館に移された。

## ギャラリー

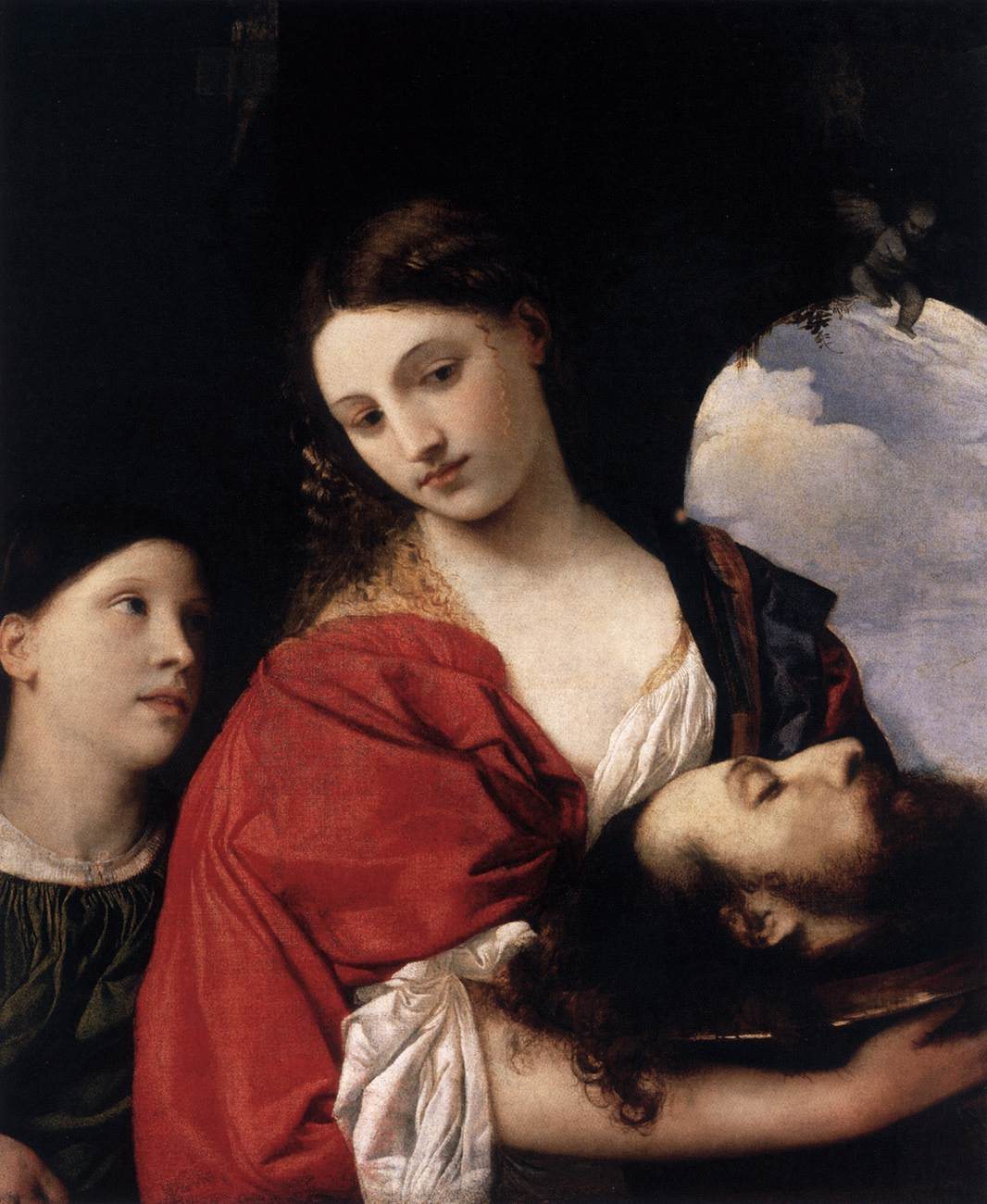
『サロメ』1515年頃 ドーリア・パンフィーリ美術館所蔵
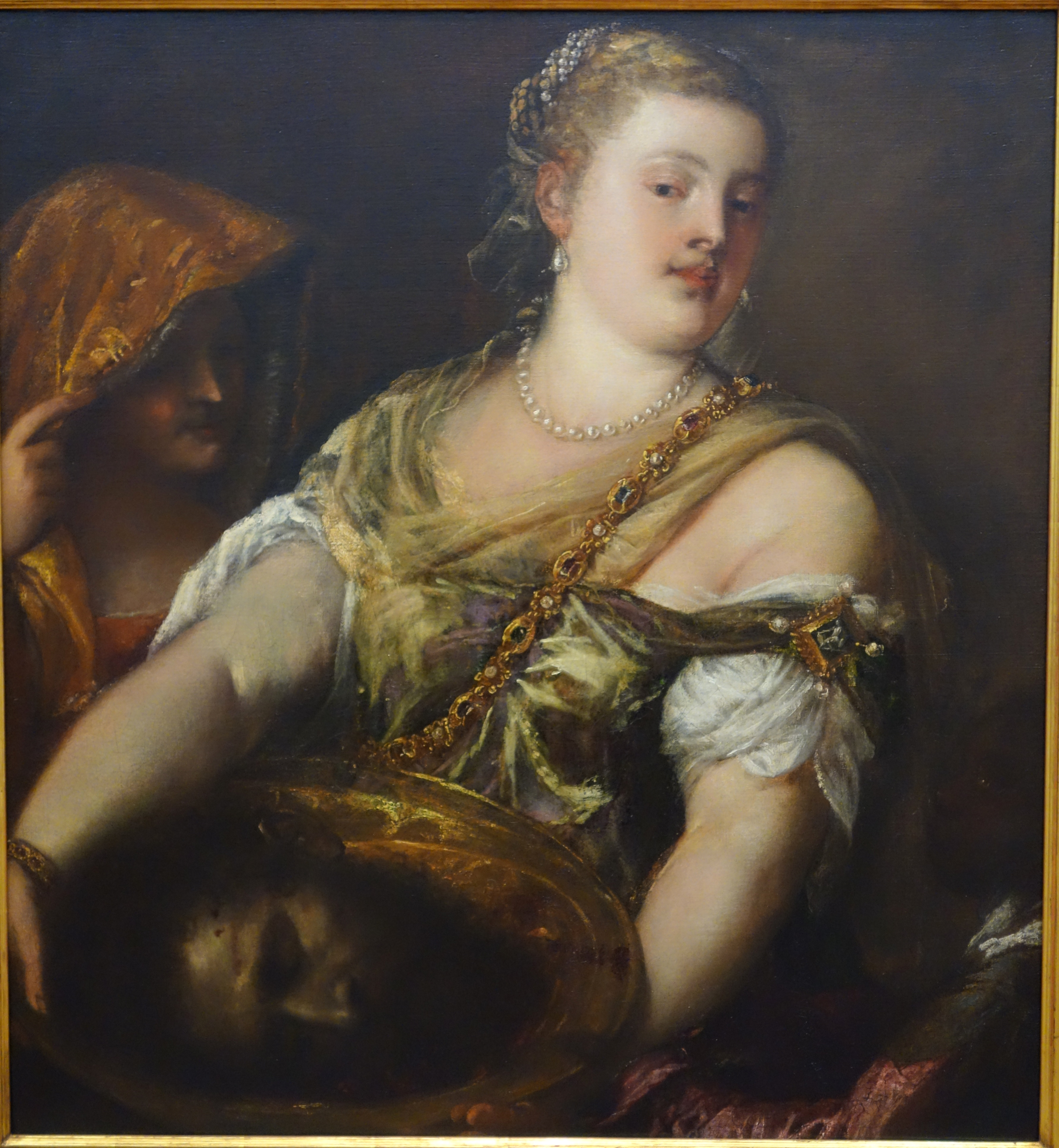
『洗礼者ヨハネの首を持つサロメ』1560年-1570年頃 国立西洋美術館所蔵
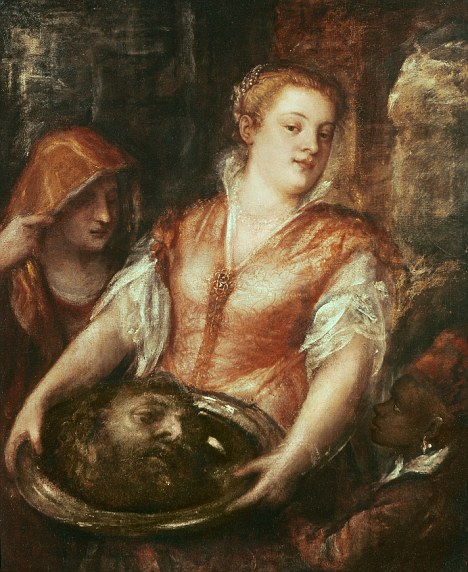
『洗礼者ヨハネの首を持つサロメ』1570年頃 コーリカー・コレクション（Koelliker Collection）所蔵